# Banqiao, Xiuning
Banqiao är en socken i östra Kina. Den ligger i Xiuning härad i staden Huangshan i provinsen Anhui, omkring 260 kilometer söder om provinshuvudstaden Hefei. Antalet invånare är 4 894. Befolkningen består av 2 437 kvinnor och 2 457 män. Barn under 15 år utgör 15,0 %, vuxna 15-64 år 75 %, och äldre över 65 år 9,0 %.